# Reservas probadas

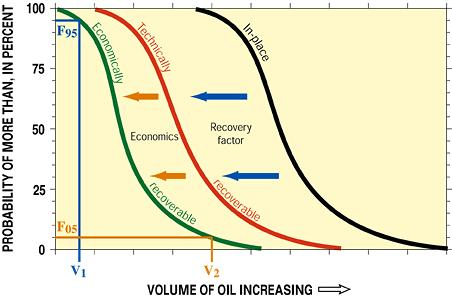
Las reservas probadas son un subconjunto de las reservas producibles.Gráfico esquemático que ilustra los volúmenes y probabilidades de petróleo. Las curvas representan categorías de petróleo en evaluación. Un ejemplo de cómo se lee este gráfico lo ilustran las líneas azul y naranja proyectadas en la curva del petróleo económicamente recuperable. Existe una probabilidad del 95 por ciento (es decir, probabilidad, F 95) de al menos el volumen V 1 de petróleo económicamente recuperable, y hay una probabilidad del 5 por ciento (F 05) de al menos el volumen V 2 de petróleo económicamente recuperable.

Las reservas probadas (también llamadas reservas medidas, 1P y reservas) son una medida de las reservas de energía de combustibles fósiles, como las reservas de petróleo, las reservas de gas natural y las reservas de carbón. Se define como la "cantidad de fuentes de energía estimadas con certeza razonable, a partir del análisis de datos geológicos y de ingeniería, para ser recuperables de reservorios bien establecidos o conocidos con el equipo existente y bajo las condiciones de operación existentes". Una reserva se considera probada si es probable que al menos el 90% del recurso sea recuperable por medios económicamente rentables.
Las condiciones operativas se tienen en cuenta al determinar si una reserva se clasifica como probada. Las condiciones operativas incluyen el precio de equilibrio operativo, las aprobaciones regulatorias y contractuales, sin las cuales la reserva no puede clasificarse como probada. Por lo tanto, los cambios de precios pueden tener un gran impacto en la clasificación de las reservas probadas. Las condiciones regulatorias y contractuales pueden cambiar y también afectar la cantidad de reservas probadas. Si los recursos de una reserva se pueden recuperar utilizando la tecnología actual, pero no es económicamente rentable, se considera "técnicamente recuperable" pero no se puede considerar una reserva probada. Las reservas menos del 90% recuperables, pero más del 50% se consideran "reservas probables" y menos del 50% son "reservas posibles".

## Términos numerados
El término de ingeniería P90 se refiere al 90 por ciento de probabilidad de ingeniería, es una definición específica comúnmente aceptada por la Sociedad de Ingenieros de Petróleo, no tiene en cuenta nada excepto preocupaciones técnicas. Por lo tanto, es diferente del término comercial que tiene en cuenta la rentabilidad actual de equilibrio y la aprobación regulatoria y contractual, pero se considera un equivalente muy aproximado. Ciertamente, la definición no es universal. Energy Watch Group utiliza una definición diferente, P95.

## Más términos
Sin tener en cuenta la economía, el término de ingeniería adecuado para la cantidad total extraíble tecnológicamente es la fracción producible, que se confunde fácilmente con el término comercial reservas probadas. El término de ingeniería también es engañoso en el sentido de que extraer recursos se llega a una etapa de rendimientos decrecientes y en algún momento es tan costoso que se vuelve poco práctico, como se ve en una curva de campana, razón por la cual existen medidas como P90 y P95. 
El término reservas probadas se subdivide en reservas probadas desarrolladas y reservas probadas no desarrolladas. Que no incluye las reservas no probadas, que se desglosan en reservas probables y reservas posibles .
Estas categorías de reservas se suman a las medidas 1P, 2P y 3P, que incluyen todos los tipos de reservas:
- Reservas 1P = reservas probadas (ambas reservas probadas desarrolladas + reservas probadas no desarrolladas).
- Reservas 2P = 1P (reservas probadas) + reservas probables, por lo tanto "probadas y probables".[2]
- Reservas 3P = la suma de 2P (reservas probadas + reservas probables) + reservas posibles, todas las 3P "probadas y probables y posibles".[3][4][5]

Por lo general, los nuevos descubrimientos de campo añaden nuevas reservas probadas. El crecimiento de las reservas también ocurre comúnmente en campos previamente existentes, a medida que se comprenden mejor las características del yacimiento, a medida que los campos se extienden lateralmente o se encuentran nuevos yacimientos de petróleo y gas en los campos existentes. El crecimiento de las reservas también puede ocurrir debido a cambios tecnológicos y económicos.

### Categorías de reserva rusa
En Rusia, las categorías de reservas A, B y C corresponden aproximadamente a reservas en producción desarrolladas, reservas no desarrolladas (el desarrollo está aprobado) y recursos descubiertos sin un plan firme para desarrollar aún, respectivamente; la designación ABC corresponde a recursos descubiertos.

## Reservas de evaluaciones, valoraciones y certificaciones
Las compañías petroleras emplean consultores especializados en valoración de reservas independientes, como Gaffney, Cline & Associates, Sproule, Miller and Lents, Ltd., DeGolyer y MacNaughton, Ryder Scott, Netherland, Sewell & Associates Inc. (NSAI), Lloyd's Register ( LR Archivado el 15 de abril de 2019 en Wayback Machine. ), Evolution Resources, Cawley, Gillespie & Associates Inc. (CG & A) y otros - para proporcionar informes de terceros como parte de la Comisión de Valores (SEC) ante la SEC y SPE Sistema de Gestión de Recursos de Petróleo (PRMS) para otros listados de mercado de valores. El 30 de diciembre de 2009, reconociendo avances en tecnología de exploración y valuación, la SEC permitió reportar reservas probables 2P y posibles 3P, así como reservas probadas 1P, aunque las empresas petroleras también deben verificar la independencia de consultores externos. Dado que los inversores ven las reservas 1P con mucha más importancia que las reservas 2P o 3P, las compañías petroleras buscan convertir las reservas 2P y 3P en reservas 1P.